# باربرا بيترز
باربرا بيترز (بالإنجليزية: Barbara Peeters)‏ هي كاتبة سيناريو ومخرجة وممثلة أمريكية، ولدت في القرن العشرين.

## وصلات خارجية
- باربرا بيترز على موقع IMDb (الإنجليزية)
- باربرا بيترز على موقع أول موفي (الإنجليزية)
- باربرا بيترز على موقع قاعدة بيانات الأفلام السويدية (السويدية)
- باربرا بيترز على موقع قاعدة بيانات الفيلم (الإنجليزية)
- باربرا بيترز على موقع كينوبويسك (الروسية)